# Lille OSC II
El Lille OSC II es un equipo de fútbol de Francia que juega en el Championnat National 3, la quinta división de fútbol del país.

## Historia
Fue fundado en la ciudad de Lille y es el principal equipo reserva del Lille OSC, el cual milita actualmente el la Ligue 1, el torneo de fútbol más importante del país, por lo que no puede participar en él debido a que su función es darle trabajo a sus fuerzas básicas para que en algúin momento formen parte del primer equipo. 
Está compuesto principalmente por jugadores menores de 23 años, más algunos refuerzos para ayudar en el desarrollo de estos jugadores.

## Palmarés
- CFA2 - Grupo G: 1

2015/16